# 1969 في تونس
فيما يلي قوائم الأحداث التي وقعت خلال عام 1969 في تونس.

## أحداث
- 2 نوفمبر – الانتخابات الرئاسية التونسية 1969
- 2 نوفمبر – الانتخابات التشريعية التونسية 1969

## مواليد

### يناير
- 1 يناير – سنية مبارك مغنية تونسية.

### مارس
- 14 مارس – رافق بن بشر بن جالود الحامي

### مايو
- 12 مايو – سليم بن حميدان سياسي من تونس.

### سبتمبر
- 24 سبتمبر – عبد القادر بلحسن لاعب كرة قدم تونسي.

### ديسمبر
- 1 ديسمبر – الهادي المجدوب سياسي من تونس.
- 29 ديسمبر – أنور معروف سياسي تونسي.

## وفيات

### أبريل
- 9 أبريل – حسين باي (مواليد 1893) أمير تونسي.

### أكتوبر
- 23 أكتوبر – المنجي سليم (مواليد 1908) دبلوماسي تونسي.